# Miloš Zeman
Miloš Zeman (n. 28 septembrie 1944, Kolín, Protectoratul Boemiei și Moraviei, astăzi în Cehia) este un om politic ceh, fost prim-ministru al Cehiei și fost președinte al (8 martie 2013 - 8 martie 2023).
Între 1993-2001 a fost președintele Partidului Social-Democrat din Cehia, iar dupa 2007 co-fondator și președinte de onoare al partidului Drepturilor Civice - Zemaniștii. În 2013 Zeman a fost cel dintâi președinte al Cehiei ales prin vot direct de către popor.